# 羅薩爾珀利峰
47°04′53″N 8°57′59″E / 47.081436°N 8.966423°E
羅薩爾珀利峰（Rossalpelispitz），是瑞士的山峰，位於該國東部，處於施維茨州和格拉魯斯州接壤的邊界，屬於格拉魯斯山的一部分，海拔高度2,075米，每年平均降雨量1,954毫米。